# Сухе (Полтавський район)
Сухе́ — село в Україні, у Кобеляцькій міській громаді Полтавського району Полтавської області. Населення становить 166 осіб.

## Географія
Село Сухе знаходиться біля витоків річки Вісьмачка — притоці Ворскли, за 13 км від центру громада.

## Історія
Раніше мало назву Сухая. 

Слобода Суха на карті Полтавської губернії 1857 року

Станом на 1910 р. Сухе належало до Бреусівської волості Кобеляцького повіту.
У селі є церква Апостолів Петра і Павла Української православної церкви Київського патріархату.
Дата будівництва церкви  невідома. Храм, ймовірно,  було споруджено після 1912. 
Релігійна громада відновила діяльність під час німецької окупації в серпні 1942. Після війни була взята на державний облік 19.11.1947 за № 27. Для релігійних відправ використовувала приміщення перебудованого 1928 старого храму площею 195 кв. м. Знята з державної реєстрації 1964. До 1979 приміщення церкви використовувалося колгоспом ім. Чкалова як склад.
В часи Другої Світової війни було звільнено від німецько-фашиських загарбників 25 вересня 1943 р. частинами 93-ї стрілецької дивізії, які пішли у масштабний наступ силами трьох гвардійських стрілецьких полків (278, 281 та 285) за підтримки 198 артилерійського полку.
Згідно "Адміністративно-територіального поділу Полтавщини на 1 червня 2012 р." село Сухе відносилося Кіровської сільської ради.
12 червня 2020 року, відповідно до розпорядження Кабінету Міністрів України № 721-р «Про визначення адміністративних центрів та затвердження територій територіальних громад Полтавської області», село увійшло до складу Кобеляцької міської громади.
19 липня 2020 року, в результаті адміністративно - територіальної реформи та ліквідації Кобеляцького району, село увійшло до складу новоутвореного Полтавського району Полтавської області.

## Сухе— батьківщина Олеся Гончара
З Сухою слободою пов'язане дитинство українського письменника, літературного критика, громадського діяча Олеся Терентійовича Гончара (1918—1995). Після смерті матері, коли хлопцеві було 3 роки, в 1921 його забрали сюди на виховання дід і бабуся (батьки матері Олеся). Дитинство майбутнього українського письменника минало в атмосфері доброти, серед пісень, казок, народних переказів та легенд. Працьовита і щира в ставленні до людей, бабуся замінила майбутньому хлопчикові матір. З 1925 року Олесь вчився у рідному селі, потім у селі Хорошки. У 1933 році закінчив семирічну школу в селі Бреусівка Козельщинського району.
У селі знаходиться Державний літературно-меморіальний музей-садиба Олеся Гончара.